# Hladzienie
Hladzienie (biał. Глядзенне, Hladziennie; ros. Гляденье, Gladienje) – wieś na Białorusi, w obwodzie brzeskim, w rejonie iwacewickim, w sielsowiecie Dobromyśl.
W dwudziestoleciu międzywojennym miejscowość leżała w Polsce, w województwie nowogródzkim; do 22 stycznia 1926 w powiecie słonimskim, następnie w powiecie baranowickim; w gminie Dobromyśl. Po II wojnie światowej w granicach Związku Radzieckiego. Od 1991 w niepodległej Białorusi.